# Ferruccio Lamborghini
Ferruccio Elio Arturo Lamborghini (Renazzo, 28 aprile 1916 – Panicarola, 20 febbraio 1993) è stato un imprenditore italiano, fondatore della casa automobilistica Lamborghini.

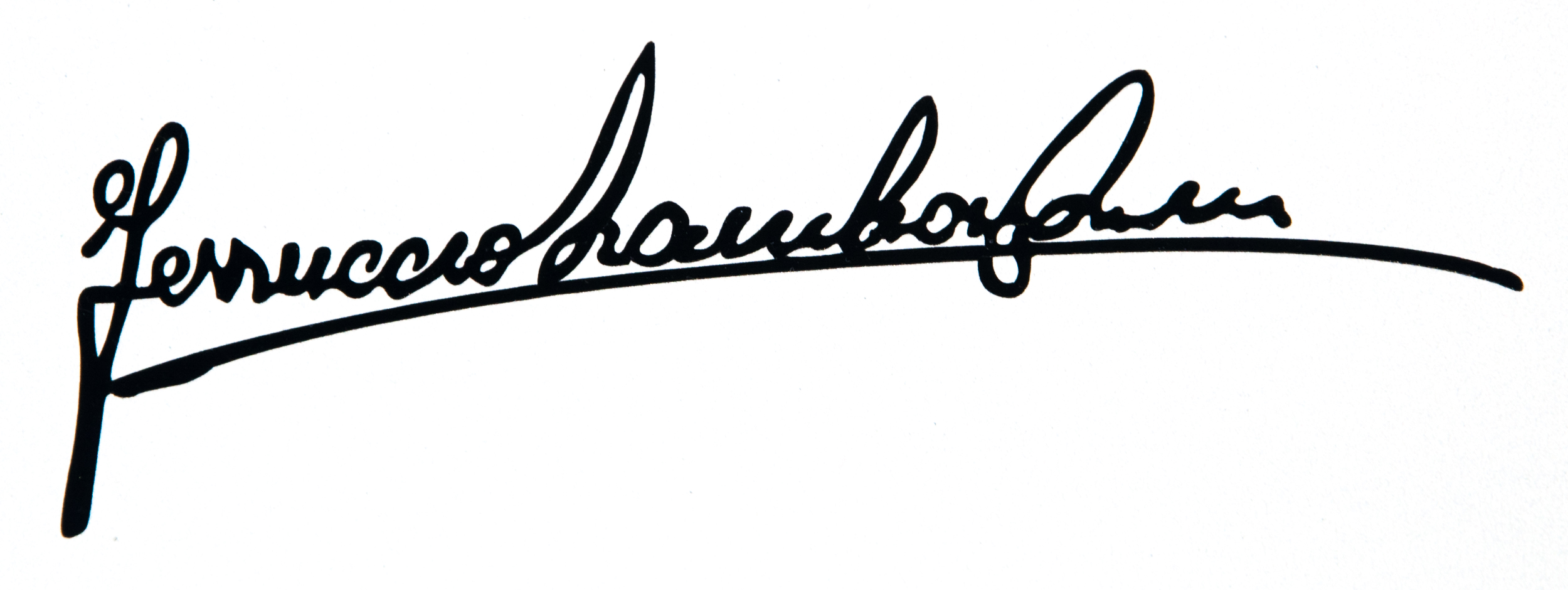
Firma di Ferruccio Lamborghini

Nel 1969 venne insignito del titolo di Cavaliere del Lavoro nel settore dell'industria.

## Biografia

### Origini e formazione

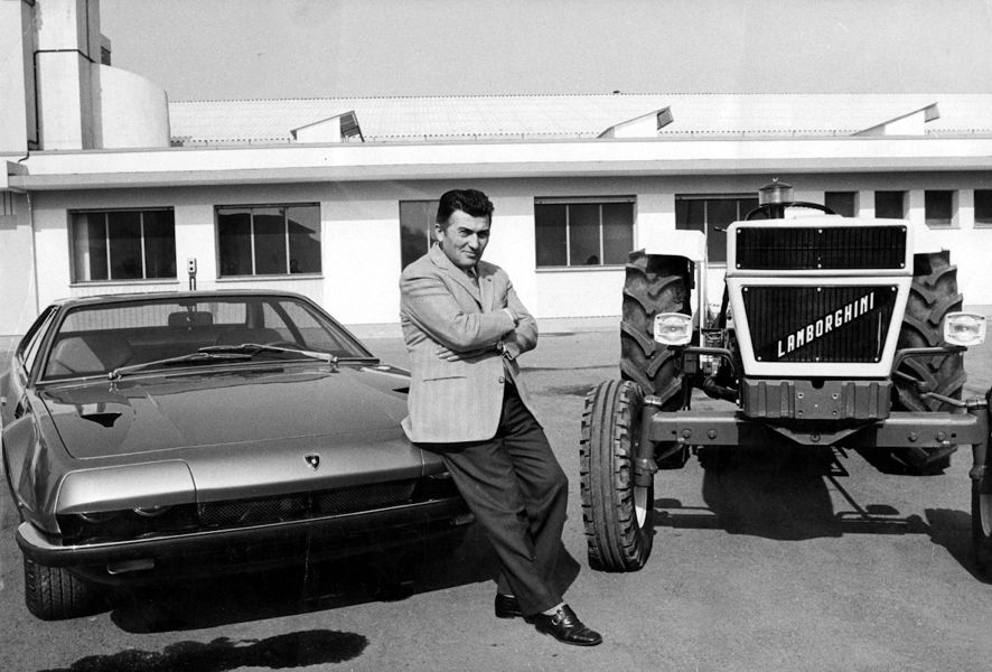
Ferruccio Lamborghini fotografato tra una Jarama e un trattore

Nasce a Renazzo, frazione di Cento. Figlio di agricoltori, Antonio Lamborghini ed Evelina Govoni, studia tecnologie industriali a Bologna e la sua passione per i motori e per le macchine lo porta a lavorare in un'azienda che revisiona automezzi dell'esercito. Durante la seconda guerra mondiale, trova l'opportunità di sperimentare le sue doti meccaniche come tecnico riparatore presso il 50º autoreparto misto (base militare di Rodi nell'isola omonima nel Dodecaneso italiano).
Nel 1946, la crescente domanda di trattori del mercato italiano, unita all'esperienza acquisita nelle riparazioni, spingono Lamborghini a intraprendere la carriera di imprenditore nella produzione di trattori. Compra veicoli militari avanzati dalla guerra e li trasforma in macchine agricole. Nel 1946 si sposa con Clelia Monti (ferrarese conosciuta a Rodi durante il periodo della guerra) nella chiesa ferrarese di Santa Maria in Vado, e il 13 ottobre 1947 nasce il figlio Tonino, Clelia morì dandolo alla luce. Nel 1948 conoscerà Annita Borgatti, una maestra di 24 anni, figlia dei proprietari dell'Albergo Fontana di Cento, che lo seguirà nella conduzione delle sue aziende per oltre trent'anni.

### La fondazione diLamborghini Trattori

Ferruccio Lamborghini accanto a un esemplare della Miura

Nel 1948, a Cento, fonda la Lamborghini Trattori (l'origine del logo aziendale è legata alla data di nascita di Ferruccio Lamborghini: nel calendario zodiacale infatti il 28 aprile cade sotto il segno del Toro, inoltre egli amava la corrida). Solo tre anni dopo la guerra, l'azienda Lamborghini era capace di progettare e costruire da sola i suoi trattori e già nel corso degli anni cinquanta e sessanta la Lamborghini Trattori diventa una delle più importanti aziende costruttrici di macchine agricole in Italia.
Nel 1959 Lamborghini fece un viaggio negli Stati Uniti durante il quale visitò alcune fabbriche che producevano bruciatori per caldaie e pensando alla realtà italiana in forte espansione e con un enorme incremento edilizio, intuì che i bruciatori quali elemento centrale dei sistemi di riscaldamento, avrebbero in breve soppiantato le caldaie a carbone e decise pertanto di lanciarsi in questa nuova avventura.
Tornato in Italia assunse i tecnici migliori e nel giro di un anno venne costituita a Pieve di Cento la Lamborghini Bruciatori Condizionatori che iniziò a produrre nel 1961 bruciatori a nafta e condizionatori che conquistarono rapidamente il mercato in ragione delle loro alte qualità tecniche a fronte di un prezzo molto competitivo. La strategia di Lamborghini per ottenere rapidi risultati consisteva nell'individuare le aziende e i prodotti leader per poi avviare una "campagna di reclutamento" dei tecnici più significativi, offrendo loro stipendi molto più sostanziosi di quelli percepiti nelle aziende di appartenenza. Nel 1970 la Lamborghini Bruciatori Condizionatori divenne Lamborghini Calor e si trasferì da Pieve di Cento a Dosso di Ferrara, in un più moderno stabilimento. Nel 2002 la Lamborghini Calor è stata acquisita dal Gruppo Ferroli.
Nel 1959, lo spirito imprenditoriale del fondatore del nuovo marchio si spinse fino a concepire la produzione di elicotteri che non fu mai avviata e della quale resta un prototipo custodito nel Museo Ferruccio Lamborghini a Funo di Argelato in provincia di Bologna.

### LaLamborghini Automobilie la produzione di automobili sportive

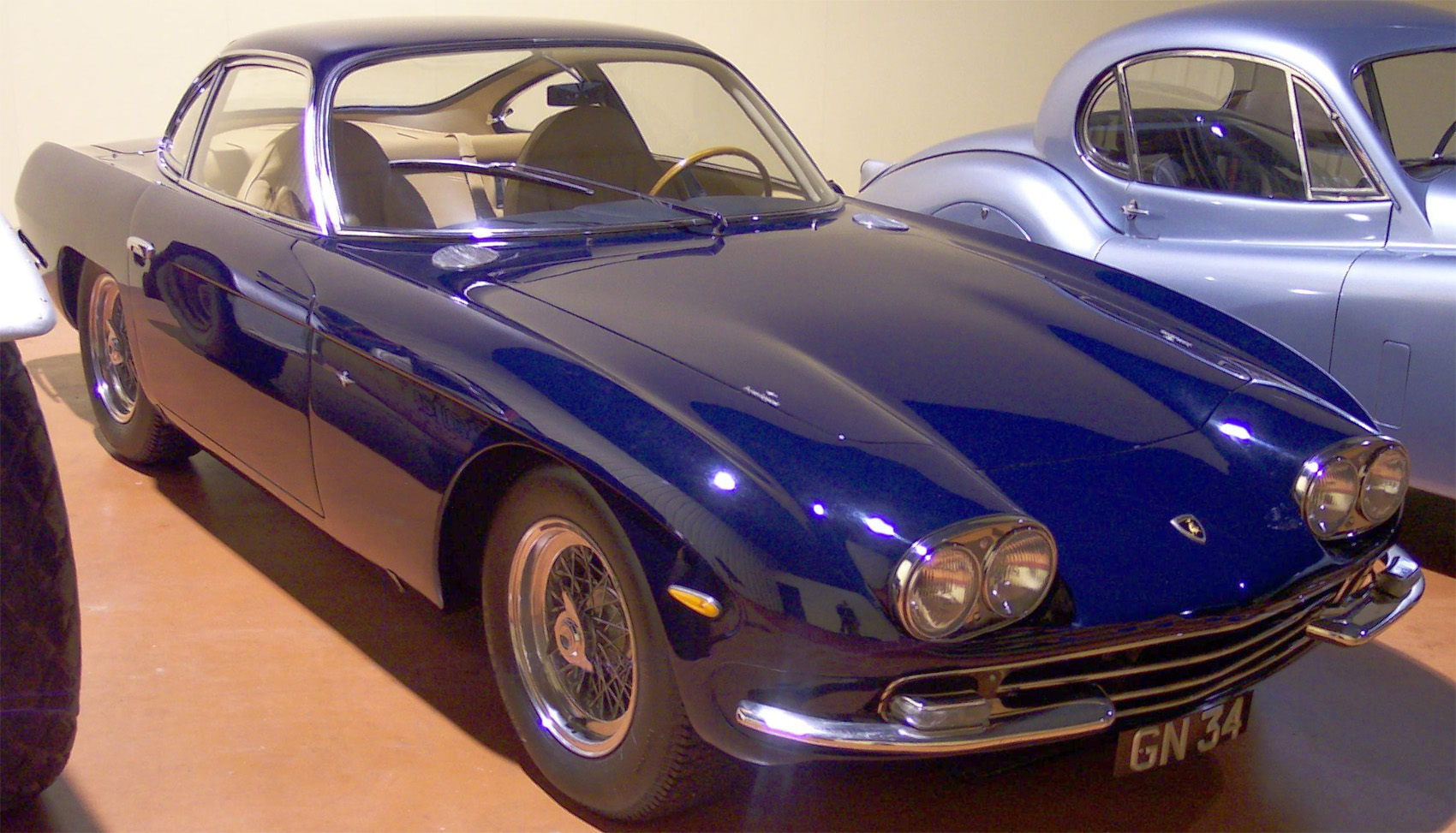
La Lamborghini 400 GT

Il successo personale di Lamborghini gli permise di acquistare molte automobili di lusso, arrivando al punto, da sua stessa ammissione, di poterne guidare una diversa per ogni giorno della settimana. Possedette diverse Alfa Romeo e Lancia, una Mercedes-Benz 300SL, una Jaguar E-Type e due Maserati 3500 GT. Tuttavia Lamborghini non apprezzava particolarmente le Maserati, considerandole «pesanti e poco veloci».
Sul fronte delle Ferrari, all'epoca come oggi celebre per le auto sportive, nel 1958 acquistò a Maranello una Ferrari 250 GT; negli anni successivi possedette diverse automobili del cavallino, non risparmiando le critiche: Lamborghini diceva che le Ferrari erano buone automobili, ma le considerava "rumorose" e ne lamentava gli interni essenziali.
L'idea di produrre macchine sportive gli venne dopo una discussione con Enzo Ferrari. Valentino Balboni, collaudatore storico della Lamborghini, ricorda così l'evento: «Ferruccio si divertiva a sgommare. Possedeva due Ferrari identiche e più di una volta ha rotto la frizione. Dopo aver sborsato fior di quattrini per ripararle a Maranello, un giorno - dopo l'ennesimo guasto - ne portò una nella sua officina e un meccanico, anche lui di Casumaro, la smontò. La frizione che si rompeva era identica a quella che montava sui suoi trattori». Da quel momento le lamentele di Ferruccio Lamborghini con Ferrari divennero molto più accese: «Spendo una fortuna per un'auto fatta con i miei pezzi!». Pare che la risposta di Enzo Ferrari sia stata: «La macchina va benissimo. Il problema è che tu sei capace a guidare i trattori e non le Ferrari».
Questa, secondo la nota leggenda, peraltro confermata dallo stesso Ferruccio, fu la molla che fece scattare la sua decisione di fondare il settore automobili della Lamborghini, allo scopo di costruire una vettura sportiva secondo i suoi canoni. Lamborghini sosteneva che una vettura Gran Turismo dovesse offrire alte prestazioni senza sacrificare le doti stradali e la qualità degli interni.
La storia della rottura tra Ferrari e Lamborghini è colma di leggende. Si dice che quando Ferrari seppe delle intenzioni di Lamborghini, disse a un suo collaboratore: «Abbiamo perso uno dei nostri migliori clienti», non credendo troppo all'effettiva capacità di Lamborghini di poter fare concorrenza alla Ferrari. Lamborghini, in un'intervista rilasciata nel 1991, disse che da quel famoso giorno Ferrari non gli rivolse mai più la parola e lo evitò in più occasioni. Dal canto suo, Enzo Ferrari ha negato che tutta la vicenda sia mai avvenuta.

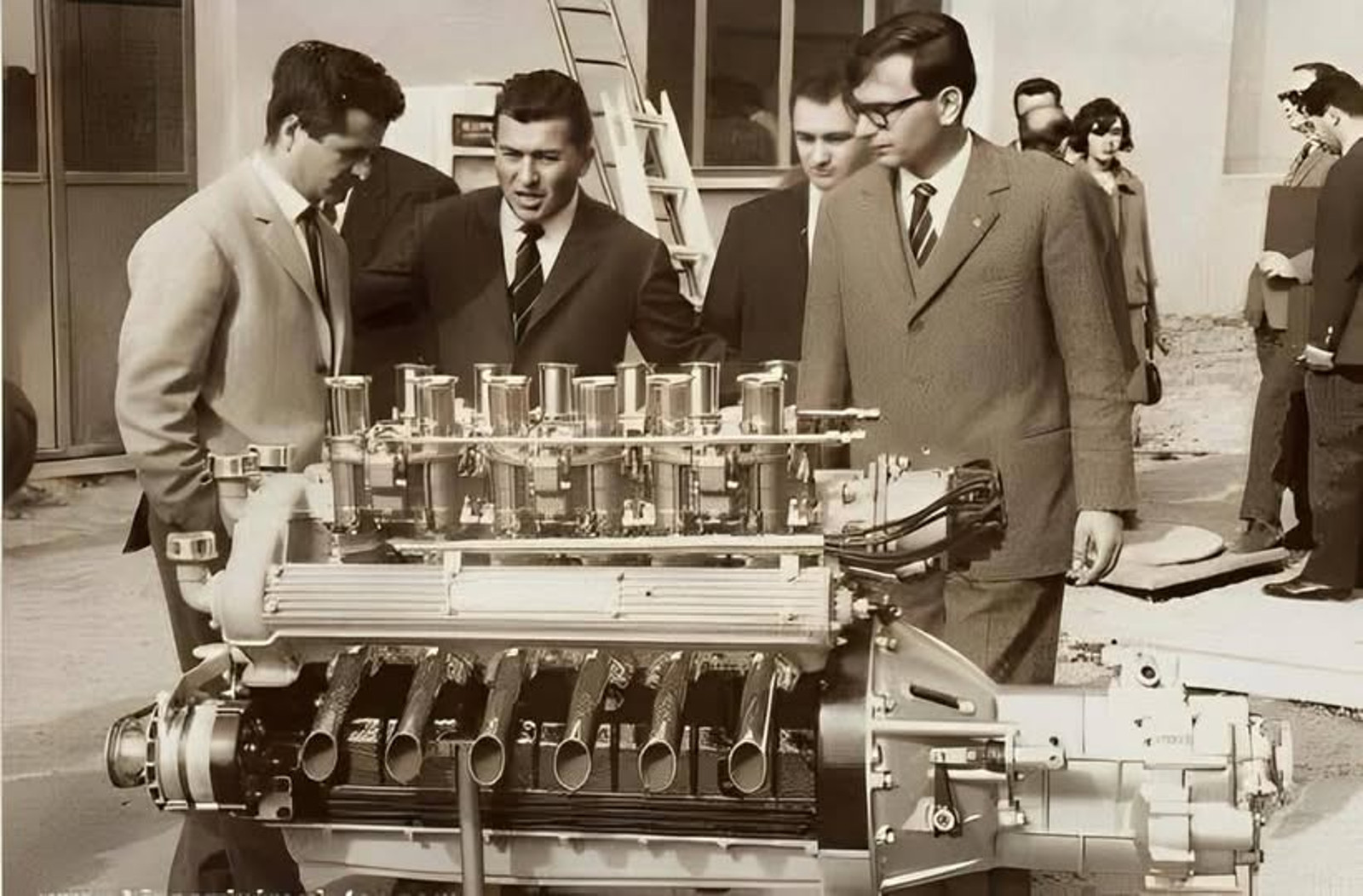
Giotto Bizzarrini, Ferruccio Lamborghini e Gian Paolo Dallara a Sant'Agata Bolognese, 1963, con un prototipo di Lamborghini V12

Dopo soli sei mesi dal lancio dell'unico esemplare 350GTV (Giotto Bizzarrini progettò il motore, Gian Paolo Dallara e Paolo Stanzani il telaio, e Franco Scaglione disegnò la linea), la nuova Lamborghini "350 GT" fu ridisegnata dalla Carrozzeria Touring, e venne presentata presso il salone dell'automobile di Torino del 1963. Per la prima "Lambo" il progetto del motore, un 12 cilindri di 3500 cm³ fu affidato a Giotto Bizzarrini, che fino a poco tempo prima aveva contribuito alla nascita delle più blasonate auto del Cavallino come la Testa Rossa del 1957 e la 250 GTO. Ma è nel 1966 con la Miura che Lamborghini rivoluziona le auto sportive: motore sempre 12 cilindri ma portato a 4000 cm³ e disposto in posizione centrale-trasversale con cambio in blocco con il basamento. La Miura ottiene un successo clamoroso e sarà prodotta fino al 1973 nello stabilimento Bertone di Grugliasco (TO)
Nel 1972, senza alcun preavviso, cedette la quota di maggioranza dell'azienda automobilistica all'industriale svizzero Georges-Henri Rossetti e si ritirò nel suo vigneto in Umbria, dedicandosi alla produzione di vino. Famosa la produzione del vino rosso Colli del Trasimeno, conosciuto da tutti come "Sangue di Miura". In seguito alle crisi petrolifere degli anni 1970 e alle coeve normative che fortemente limitavano l'uso dell'automobile, in particolare delle supersportive, Lamborghini iniziò a pensare di ritirarsi dall'attività di costruttore.
Nel 1973 cedette la Lamborghini Trattori Spa alla SAME.

### Gli ultimi anni e la morte
Ferruccio Lamborghini tornò a occuparsi di automobili nei primi anni novanta, muovendosi con assoluta discrezione. Avviò la produzione in piccola serie di veicoli elettrici per i campi da golf e, segretamente, fornì la sua consulenza alla rinata Bugatti di Campogalliano dove, data la sua presenza, erano confluiti valenti tecnici e operai della Lamborghini, al tempo gestita dalla Chrysler.
Nel 1992 fu contattato da Lee Iacocca per riprendere le redini della Lamborghini in qualità di direttore della produzione. Dopo una breve trattativa che pareva concludersi fruttuosamente, Lamborghini pose come condicio sine qua non che gli fosse consegnata la prima automobile costruita dall'azienda, ovvero la "350 GTV". Non era la prima volta che la richiesta veniva inoltrata. Iacocca reiterò l'identico errore commesso nel 1963 con Enzo Ferrari e negò tale possibilità. Per risposta, Ferruccio Lamborghini interruppe la trattativa e oppose un definitivo rifiuto.
Morì pochi mesi dopo nella sua tenuta di Panicarola all'età di 76 anni a causa di un infarto. Anche il suo funerale fu una dimostrazione della sua passione per i motori: venne portato a Renazzo e trasportato al cimitero su un antico carro agricolo trainato da uno dei suoi trattori e alcune sue potenti automobili erano parcheggiate all'ingresso. Sulla lapide della sua tomba c'è scritto: Buon lavoro nella nuova Casa di Dio.

## Le altre aziende Lamborghini
- Lamborghini Oleodinamica: fondata nel 1969 a Funo di Argelato (BO), era attiva nella produzione di pompe e ingranaggi idraulici. In seguito al ritiro di Ferruccio, la proprietà è passata al figlio Tonino, fino alla sua chiusura nel 2005. Gli stabilimenti dell'azienda sono stati in seguito riqualificati e dal 2014 ospitano il Museo Ferruccio Lamborghini[12][13].

- Negli ultimi anni di vita ha vissuto in una tenuta situata a Castiglione del Lago (PG) e nota come La Fiorita, nella quale si è dedicato a trasformarla in un'azienda agricola. Dopo la sua morte la proprietà della Tenuta Lamborghini è passata alla figlia Patrizia, che nel 2015 l'ha venduta a sua volta ad una famiglia milanese, che ne porta avanti tuttora l'attività[14]. Il figlio Tonino ha inoltre creato un proprio marchio, denominato Tonino Lamborghini, che è attivo in vari settori del lusso, tra i quali immobiliare, eventi, bevande e abbigliamento[15].

## Nella cultura di massa
Nel 2022 è stato realizzato un lungometraggio Lamborghini - The Man Behind the Legend diretto da Bobby Moresco ed interpretato da Frank Grillo.